# Freestyle-Skiing-Weltmeisterschaften 2027
Die 22. Freestyle-Skiing-Weltmeisterschaften sollen 2027 im Montafon stattfinden. Sie sollen gleichzeitig mit den Snowboard-Weltmeisterschaften 2027 abgehalten werden, somit gäbe es zum insgesamt sechsten Mal eine „Doppel WM“ aus Freestyle-Skiing und Snowboard.

## Vergabe
Die Vergabe erfolgte im Oktober 2021 durch den Internationalen Skiverband. Das Montafon war dabei der einzige Bewerber für 2027.

## Wettkampfstätten
Die Bewerbe im Aerials und Big Air sollen in Tschagguns stattfinden, Moguls am Golm, Skicross am Grasjoch oberhalb von St. Gallenkirch sowie Slopestyle in der Silvretta Nova. Die Bewerbe in der Halfpipe werden als einzige außerhalb der Talschaft ausgetragen, sie finden in Kühtai in Tirol statt.